# Chris Gunter
Christopher Ross „Chris“ Gunter (* 21. Juli 1989 in Newport) ist ein ehemaliger walisischer Fußballspieler. Von 2007 bis 2022 stand er im Aufgebot der walisischen Nationalmannschaft und war von 2018 bis 2022 deren Rekordnationalspieler.

## Vereinskarriere

### Cardiff City
Gunter war als Kind bei den Mannschaften von Durham Colts und den Albion Rovers noch Stürmer. Im Alter von acht Jahren wurde er zum Verteidiger und ging zur Jugendmannschaft von Cardiff City. Bei dieser Mannschaft erhielt er zur Saison 2006/07 auch seinen ersten Profivertrag. Durch viele Verletzungen von Stammspielern kam Gunter auf einige Einsätze, in denen er stets zu überzeugen wusste. In der Winterpause der Saison 2007/08 wechselte der Waliser dann für 2 Mio. Pfund zum Premier-League-Verein Tottenham Hotspur. Da er in Tottenham nicht zu der erhofften Einsatzzeit kam, wechselte er am 12. März 2009 auf Leihbasis zum Zweitligisten Nottingham Forest.

### Nottingham Forest
Nach dem Klassenerhalt in der Football League Championship kaufte ihn Forest Mitte Juli 2009 für eine Ablöse von 1,75 Millionen Pfund von den Spurs. Gunter unterschrieb einen Vierjahresvertrag in Nottingham. Die Saison 2009/10 bestritt Chris Gunter als unumstrittener Stammspieler. Er absolvierte 46 Ligaspiele und erzielte am 9. Spieltag beim 1:0-Auswärtssieg über Plymouth Argyle seinen ersten und bisher einzigen Treffer für sein neues Team. Durch einen dritten Tabellenplatz erreicht Nottingham die erste Play-off-Runde, verpasste dort jedoch durch zwei Niederlagen gegen den FC Blackpool den Aufstieg in die Premier League vorzeitig. Gunter absolvierte eine starke Spielzeit und wurde am Saisonende gemeinsam mit seinem Mannschaftskollegen Lee Camp ins PFA Team of the Year der zweiten englischen Liga gewählt. Auch in der Football League Championship 2010/11 zog Gunter mit seiner Mannschaft ins Play-off-Halbfinale ein, scheiterte jedoch erneut vorzeitig an Swansea City. Im Verlauf der Saison verlängerte er seinen Vertrag bis 2014.

### FC Reading
Am 17. Juli 2012 gab der Premier-League-Aufsteiger FC Reading bekannt, dass Gunter zur Saison 2012/13 zu ihnen wechselt. Gunter erhielt zunächst einen Vertrag über drei Jahre bis zum 30. Juni 2015. Den sofortigen Abstieg im ersten Jahr bei Reading konnte der Waliser mit seiner neuen Mannschaft jedoch nicht abwenden. In der folgenden Saison 2013/14 erreichte er mit seinem Verein den siebten Platz und verpasste damit die Teilnahme an den Aufstiegs-Playoffs. Ein weiteres Jahr später spielte Reading gegen den Abstieg und schaffte mit Tabellenplatz 19 den Klassenerhalt. Stammspieler Gunter hatte den zum Drittligisten Leyton Orient abgewanderten Jobi McAnuff als Kapitän abgelöst. Im März 2015 zog Reading die Option auf eine einjährige Vertragsverlängerung des Walisers. Die Saison 2015/16 schloss er mit Reading auf dem 17. Platz im unteren Mittelfeld ab. Am 18. Februar 2016 verlängerte Gunter seinen auslaufenden Vertrag um zwei weitere Jahre. Das Engagement dauert letztlich bis zum Ende der Saison 2019/20. Anschließend wurde er von Reading freigestellt, bevor er im Oktober 2020 beim Drittligisten Charlton Athletic einen neuen Verein fand. Dort unterzeichnete er einen Zweijahresvertrag plus einer Option auf ein drittes Jahr.

### Charlton Athletic und AFC Wimbledon
Sein Debüt für Charlton Athletic gab er am 6. Spieltag der League One 2020/21 gegen Wigan Athletic. Sie gewannen das Spiel mit 1:0. Er war sofort Stammspieler bei seinem Klub. Sein einziges Tor schoss er am 20. Spieltag gegen Plymouth Argyle. Das Spiel endete 2:2. Am Ende seiner ersten Saison standen sie in der Tabelle mit 74 Punkten auf Platz 7. In der Saison 2021/22 spielte er nur noch in 18 Ligaspiele mit. In der EFL Trophy spielte er sowohl in der 2. Runde von Beginn an als auch im Achtelfinale, in dem sie MK Dons mit 1:0 besiegten. Im Viertelfinale kam er nicht zum Einsatz als man Hartlepool United im Elfmeterschießen unterlag. Im FA Cup wurde er in der 3. Runde im Spiel gegen Norwich City in der 70. Minute für Ryan Inniss eingewechselt. Sie verloren mit 0:1. Im EFL Cup verloren sie in der 1. Runde mit 0:1 gegen AFC Wimbledon. Am Ende der Saison hat es nur noch für Platz 13 gereicht. Zur Saison 2022/23 wechselte er ablösefrei zu League-One-Absteiger AFC Wimbledon. Dort unterschrieb er einen Einjahresvertrag. Insgesamt machte er 58 Spiele für Charlton Athletic.

## Nationalmannschaft
Chris Gunter durchlief alle Juniorenauswahlen der walisischen Fußballnationalmannschaft. In der U-21 war er mit 16 Jahren und 299 Tagen der zweitjüngste Spieler bis dato in diesem Team. Am 26. Mai 2007 debütierte er im Racecourse Ground beim Spiel gegen Neuseeland für die erste Auswahl der Dragons. Dadurch wurde er zum jüngsten Cardiff-City-Spieler, der bis dahin in der Nationalmannschaft aufgelaufen ist. Er musste danach aber sechs Monate bis zu seinem nächsten Einsatz warten und wurde erst am 17. November 2007 beim vorletzten Spiel in der Qualifikation für die EM 2008 wieder eingesetzt, bestritt dann aber das komplette Spiel gegen Irland. Ab da war er Stammspieler und wurde in den nächsten 70 Spielen nur viermal nicht eingesetzt.
In der Qualifikation zur Fußball-Weltmeisterschaft 2010 in Südafrika, bestritt er alle zehn Spiele. Gemeinsam mit Mitspielern wie Gareth Bale, Craig Bellamy und Simon Davies verpasste er jedoch die Qualifikation in der Gruppe 4, als Tabellenvierter hinter Deutschland, Russland und Finnland. Gegen die drei vor ihnen platzierten Nationen verloren sie alle sechs Spiele, lediglich gegen Aserbaidschan und Liechtenstein wurden vier Siege eingefahren. In der Qualifikation für die EM 2012 fehlte er nur bei der 1:4-Niederlage gegen die Schweiz. Wieder reichte es aber für die Waliser nicht um die Endrunde zu erreichen.
In der Qualifikation für die WM 2014 kam er in allen Spielen der Waliser zum Einsatz, die aber schon frühzeitig aus dem Rennen um einen der Endrundenplätze waren. Besser lief es dann in der Qualifikation für die EM 2016, wo er keine Minute verpasste und mit dazu beitrug, dass sich Wales erstmals seit 1958 wieder für ein großes Fußballturnier und zum ersten Mal überhaupt für eine EM-Endrunde qualifizieren konnte.
Bei der Fußball-Europameisterschaft 2016 in Frankreich wurde er in das Aufgebot von Wales aufgenommen. Er gehörte zur Stammelf und stand in allen sechs Spielen über 90 Minuten auf dem Spielfeld. Im Viertelfinale gab er die Vorlage zum 3:1, das den Sieg über Belgien perfekt machte. Damit kam Wales beim EM-Debüt bis ins Halbfinale und schied erst da gegen den späteren Europameister Portugal aus.
Am 20. November 2018 löste er beim Freundschaftsspiel gegen Albanien mit seinem 93. Länderspiel den langjährigen walisischen Rekordnationalspieler Neville Southall als Rekordhalter ab.
Am 27. März 2021 bestritt er beim Freundschaftsspiel gegen Mexiko als erster Waliser sein 100. Länderspiel.
Für die Europameisterschaft 2021 wurde er in den walisischen Kader berufen.
Für die Weltmeisterschaft 2022 wurde er in den walisischen Kader berufen. Hier wurde er von Gareth Bale als Rekordnationalspieler seines Landes abgelöst.

## Titel
- Englischer Ligapokalsieger: 2007/08